# Rudy Khairullah
Rudy Khairullah (* 19. Juli 1994 in Singapur), mit vollständigen Namen Rudy Khairullah Bin Adi Negara, ist ein singapurischer Fußballspieler.

## Karriere
Rudy Khairullah stand von Juni 2012 bis Dezember 2012 im Tor von Gombak United. Der Verein spielte in der ersten singapurischen Liga, der S. League. 2013 wechselte er zum Ligakonkurrenten Young Lions. Die Young Lions sind eine U23-Mannschaft, die 2002 gegründet wurde. In der Elf spielen U23-Nationalspieler und auch Perspektivspieler. Ihnen soll die Möglichkeit gegeben werden, Spielpraxis in der ersten Liga, der S. League, zu sammeln. Für die Lions stand er 25-mal zwischen den Pfosten. 2017 unterschrieb er einen Vertrag beim ebenfalls in der ersten Liga spielenden Home United. 2018 wurde er mit Home Vizemeister. Den Singapore Community Shield gewann er 2019. Im Spiel gegen Albirex Niigata (Singapur) gewann man im Elfmeterschießen. Im Februar 2020 wurde der Verein von Home United in Lion City Sailors umbenannt. 2021 feierte er mit den Sailors die singapurische Meisterschaft. Im Januar 2022 wechselte er auf Leihbasis zum Ligakonkurrenten Balestier Khalsa. Hier spielte er eine Saison, in der er zwölf Ligaspiele bestritt. Nach der Ausleihe kehrte er zu den Sailors zurück. Ende Juni 2023 erfolgte eine Ausleihe zum ebenfalls in der ersten Liga spielenden Geylang International. Für den Erstligisten bestritt er drei Erstligaspiele.

## Erfolge
Home United (Seit 2020: Lion City Sailors)
- Singapore Premier League

Vizemeister: 2018
- Singapore Community Shield

Sieger: 2019
Lion City Sailors
- Singapore Premier League: 2021